# Міжнародний день усунення насильства проти жінок
Міжнародний день усунення насильства проти жінок (англ. International Day for the Elimination of Violence against Women; фр. Journée internationale pour l’élimination de la violence à l’égard des femmes; ісп. Día Internacional de la Eliminación de la Violencia contra la Mujer; рос. Международный день борьбы за ликвидацию насилия в отношении женщин) – міжнародний день ООН, встановлений резолюцією A/RES/54/134 Генеральної Асамблеї ООН 17 грудня 1999 року, який відзначають щорічно 25 листопада.
День має на меті підвищення обізнаності громадськості про системне насильство проти жінок: зґвалтування, домашнє насильство, убивства, калічення та аб’юз. Окремою метою є підкреслення того факту, що масштаби й справжня природа проблеми часто залишаються прихованими, замовчуваними, табуйованими.
День присвячений сестрам Мірабаль, жорстоко вбитих під час диктатури Трухільйо у Домініканській Республіці у 1960 році.

## Ініціатива UNITE to End Violence against Women
Ініціатива UNITE to End Violence against Women - це ініціатива, що була започаткована у 2008 році Генеральним секретарем ООН для підтримки громадянського суспільства в акції«16 днів активізму проти гендерного насильства».
Організація UNITE закликає громадянське суспільство та організації об'єднати зусилля у протидії пандемії насильства щодо жінок та дівчат.